# إيما بونينو
إيما فيليبو بونينو (بالإيطالية: Emma Bonino)‏ (وُلدت في 9 مارس 1948 في برا، إيطاليا)، هي سياسية وحقوقية إيطالية، شغلت منصب وزيرة الخارجية الإيطالية. وكانت في السابق عضوة في البرلمان الأوروبي وعضوة في مجلس الشيوخ الإيطالي. عملت في الحكومة الإيطالية كوزيرة للتجارة الدولية من 2006 إلى 2008. وهي عضو بارز في الحزب الراديكالي الإيطالي، وهو حزب سياسي يصف نفسه بأنه «ليبرالي، ليبرتيستا ليبيرتاريو» (ليبيريستا تعني ليبرالية اقتصادية، أو أفضل، ليبرتارية بالمعنى الأمريكي؛ ليبيرتاريو، هنا، يدل على شكل من أشكال الليبرالية الثقافية فيما يتعلق بالمسائل الأخلاقية، مع بعض الارتباط الأيديولوجي مع اليسار التاريخي التحررية).
وهي مشرفة مخضرمة في السياسة الإيطالية وناشطة لسياسات الإصلاح المختلفة، اُنتخبت كأحد نواب الرئيس الأربعة في مجلس الشيوخ في 6 مايو 2008. وقد عُرفت بدفاعها عن حقوق الإنسان وخاصة النساء.

## سيرتها الذاتية

### على المستوى الوطني
ازدادت إيما بونينو بتاريخ 9 مارس 1948 في ريف بلدة برا بإقليم بييمونتي شمالي إيطاليا حيث عاشت السنوات الأولى من طفولتها، لتنتقل عام 1954 رفقة أسراها إلى بلدة برا نفسها إذ بدأ والدها فيها تجارة الأخشاب. ثم درست تخرجت من جامعة بوكوني بميلانو شمالي البلاد إذ أنها حازت على شهادة في تخصص اللغات الحديثة والأدب وذلك عام 1972 بأطروحة حول «السيرة الذاتية لمالكوم العاشر».
اُنتخبت بونينو كعضوة في مجلس النواب الإيطالي لأول مرة عام 1976 وأُعيد انتخابه في الأعوام 1979 و1983 و1987 و1992 و1994 وآخر مرة في 2006 عن قائمة حركة «وردة في قبضة اليد». وفي عام 1975، أسست مركز الإعلام المعني بالتعقيم والإجهاض، وشجعت الاستفتاء الذي أدى إلى إضفاء الشرعية على الإجهاض بإيطاليا. في عام 1986، كانت من بين مروجي استفتاء ضد الطاقة النووية الذي أدى إلى رفض برنامج الطاقة النووية المدنية في إيطاليا.
وفي 17 مايو 2006، عُيِّنت بونينو وزيرة للتجارة الدولية في مجلس الوزراء رومانو برودي. واستقالت من منصبها هذا في 7 مايو 2008، عندما اُنتخبت نائبة لرئيس مجلس الشيوخ الإيطالي. وفي عام 2008، كما اُنتخبت في الانتخابات المجراة في 13 و14 أبريل لمنصب في مجلس الشيوخ، في الدائرة البرلمانية الثانية، على قائمة الحزب الديمقراطي لدائرة بيدمونت.
وفي 28 أبريل 2013، أدت اليمين الدستوري كوزيرة للخارجية في الحكومة بقيادة إنريكو ليتا، فكانت بذلك ثاني امرأة تشغل هذا المنصب بعد سوزانا إنييلي.

### على المستوى الدولي

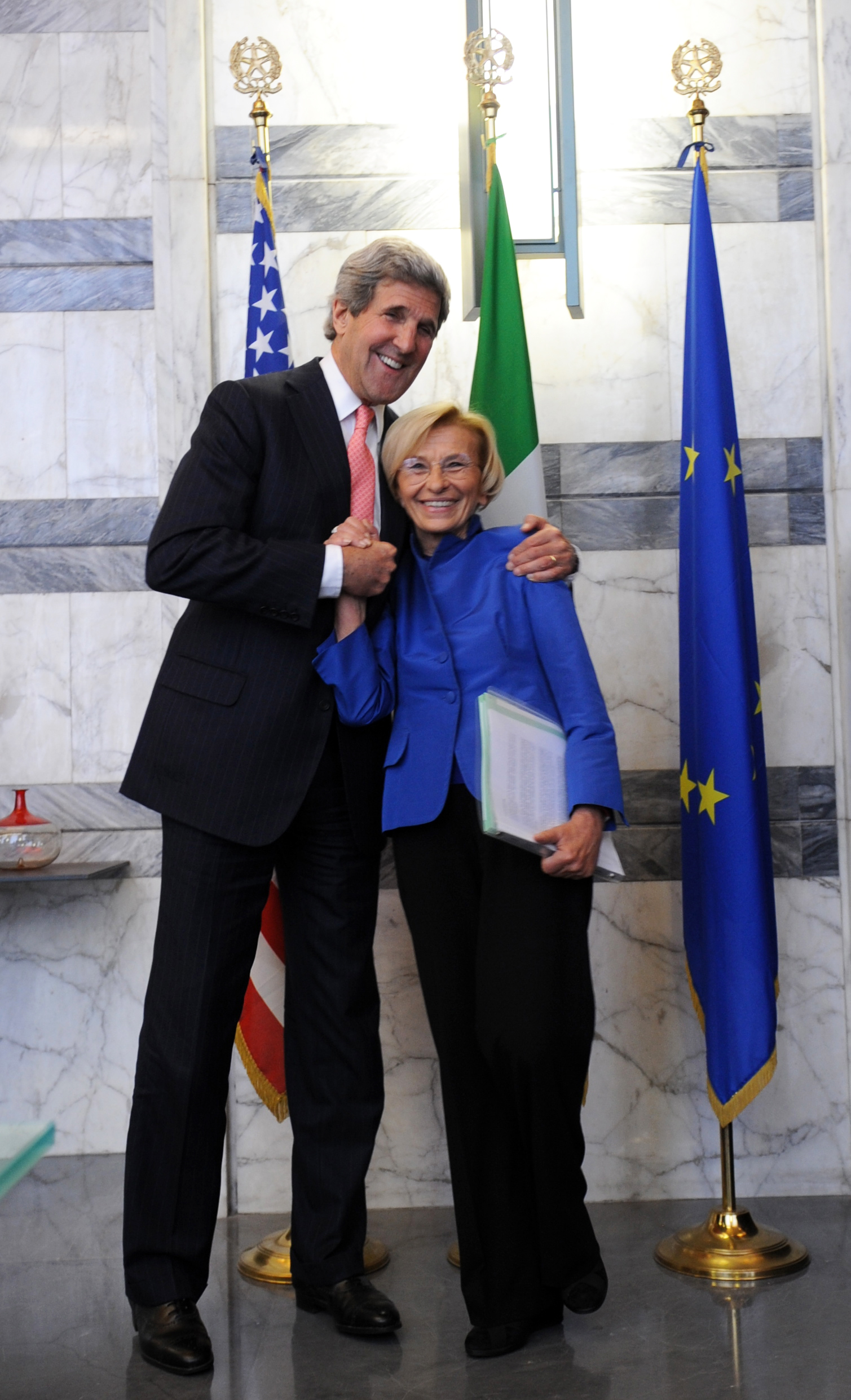
إيما بونينو مع وزير الخارجية الأمريكي جون كيري قبل اجتماعهما في روما.

أصبحت نائبة في البرلمان الأوروبي عام 1979، وأُعيد انتخابها في الأعوام 1984، 1999 و2004. وتولت رئاسة الحزب الراديكالي خلال 1989-1993، وصارت أمينة عامة في 1991-1993. وفي أكتوبر 1994، عُيِّنت رئيسة وفد الحكومة الإيطالية لدى الجمعية العامة للأمم المتحدة لمبادرة «وقف تنفيذ عقوبة الإعدام». وفي الفترة من عام 1994 إلى عام 1999، كانت مفوضة أوروبية مسؤولة عن سياسة المستهلك وصيد الأسماك والمكتب الإنساني للجماعة الأوروبية (إيكو). وفي عام 1997، وسعت مجال اختصاصها ليشمل حماية صحة المستهلك وسلامة الأغذية.
وفي 15 مارس 1999، استقالت، مع الجميع من لجنة سانتر، بسبب اتهامات بالتزوير وسوء الإدارة ضد المفوضة إديت كريسون. غير أن التقرير النهائي قدم رسوماً على معظم المفوضين، بمن فيهم بونينو نفسها. وفي نوفمبر 2002، عُيِّنت رئيسة وفد الحكومة الإيطالية في المؤتمر الحكومي الدولي لجماعة الديمقراطيات في سول. وتعتبر مؤسسة وسكرتيرة «الجمعية الدولية للغذاء ونزع السلاح» الدولي، وبصفتها سكرتيرة أطلقت عام 1986 حملة لمكافحة الجوع في العالم ومنح الحق في الحياة، ووقعتها من قبل 113 شخصية فائزة بجائزة نوبل. كما أسست حملة «زهرة للمرأة في كابل» لمكافحة التمييز ضد النساء، والسماح بوصول المساعدات الإنسانية إلى النساء الأفغانيات.
جنباً إلى جنب مع ماركو بانيلا، أصبحت عضوة مرة أخرى في الحزب الراديكالي، وقد خاضت بونينو معارك عديدة للحقوق المدنية والحرية الفردية، تتعلق أساساً بالطلاق، وإضفاء الشرعية على الإجهاض، وإضفاء الشرعية على المخدرات، والحريات الجنسية والدينية. وقد حاربت من أجل وضع حد لعقوبة الإعدام، وضد تشويه الأعضاء التناسلية للإناث وختان الإناث في أفريقيا، والقضاء على سوء التغذية في العالم.
في يونيو 1999، حصلت على نسبة مئوية تاريخية من الأصوات (8.5٪) في الانتخابات الأوروبية (مقابل 2-3٪ التي يحصل عليها الراديكاليين في الانتخابات السابقة واللاحقة). وقد فازت قائمتها (ليستا بونينو) بسبعة مقاعد من أصل 78 مقعداً إيطالياً في هذه الانتخابات.
دعمت إما بونينو تدخل الناتو في كوسوفو في ربيع عام 1999. من 1999 إلى 2004. منذ عام 2004، أصبحت جزءاً من مجموعة تحالف الليبراليين والديمقراطيين لأوروبا. رشحت نفسها عام 1999 لرئاسة الجمهورية الإيطالية، ولكن بعد فشل قائمتها في الانتخابات العامة الإيطالية، انتقلت في ديسمبر 2001 إلى القاهرة بهدف تعلم اللغة والثقافة العربية. في مارس 2003، بدأت في القراءة اليومية للصحف العربية على الراديو الراديكالي. وفي يناير 2004، نظمت المؤتمر الإقليمي المعني بالديمقراطية وحقوق الإنسان ودور المحكمة الجنائية الدولية، وهي أول دولة عربية، وهي حالياً عضوة في مجلس إدارة المؤسسة العربية للديمقراطية. وقادت في 2005 الوفد الإيطالي للمؤتمر الوزاري الثالث في سانتياغو بتشيلي، كما تولت رئاسة بعثة مراقبي الاتحاد الأوروبي للانتخابات البرلمانية والإقليمية.
وكانت بونينو عضوة في مجلس إدارة منظمة دارا (منظمة دولية) حتى ديسمبر 2012. وفي عام 2016، عينها إريك سولهيم، رئيس لجنة المساعدة الإنمائية، للعمل في الفريق الرفيع المستوى المعني بمستقبل لجنة المساعدة الإنمائية في إطار قيادة ماري روبنسون. كما تولت مناصب في مؤسسات الاتحاد الأوروبي، وهي عضو في مجلس المجموعة الدولية لمعالجة الأزمات، ومجلس المجتمع المفتوح من أجل أوروبا، والمجلس الأوروبي للعلاقات الخارجية، والمجلس الإداري في معهد الشؤون الدولية.

## المؤلفات
ألفت بونينو كتابين هما بونينو الأبجدية عام 2010، واجبات الحرية عام 2011، كما شاركت في كتابة مقدمات لكتب عدة مؤلفين إيطاليين.

## الجوائز والأوسمة
حصلت بونينو على عدة أوسمة من دول متفرقة لمساهمتها في نشر الديمقراطية وتقديراً لنشاطها لصالح حقوق الإنسان، خاصة ضد عقوبة الإعدام.
- وُشِّحت بوسام "Gran Cruz de la Orden Mayo" (1995) من طرف الرئيس الأرجنتيني.
- عُيِّنت «الشخصية الأوروبية للسنة» (1996) من طرف الأسبوعية الكاثوليكية «الحياة».
- عُيِّنت «أفضل شخصية تَواصُلِية أوروبية للسنة» (1997) من طرف الأسبوعية "PR Week" الإنجليزية.
- حصلت على جائزة شمال-جنوب (1999)، وهي جائزة لتكريم الأفراد على إنجازهم في حماية حقوق الإنسان، والديمقراطية التعددية، وتحسين العلاقات بين الشمال والجنوب.[13]
- وُشِّحت بوسام "Principe de Asturias" (1998) للتعاون الدولي من طرف صاحب السمو الملكي الأمير فيليب بإسبانيا.
- وُشِّحت ب «وسام الأمير برانيمير» (2002) من طرف رئيس جمهورية كرواتيا، تقديراً «لمساهمتها في استقلال كرواتيا ونشر الديمقراطية».
- وُشِّحت بوسام "Gonfalone d’Argento" (2002) من طرف منطقة طوسكان تقديراً لنشاطها لصالح حقوق الإنسان، خاصة كفاحها ضد عقوبة الإعدام.
- حاصل على وسام "Premio Presidente della Republica" (2003) مكافأة لها على انخراطها في نشر حقوق الإنسان والمدنية في العالم أجمع.
- حاصلة على وسام "Premio Campione" (2003) للاندماج.
- حاصلة على «جائزة نساء أوروبا 2004» لإيطاليا.
- حاصلة على جائزة "Prix Open Society 2004"
- حاصلة على جائزة "Premier Galileo 2000" في 19 يونيو 2005، فلورنسا، بامتياز تقديراً لمساهمتها في السلام.
- حاصلة على جائزة أميركا من مؤسسة إيطاليا-الولايات المتحدة في عام 2013.

## وصلات خارجية
- إيما بونينو على موقع مونزينجر (الألمانية)

- الموقع الرسمي
- Woman in Decision-making: Interview with Emma Bonino
- Emma Bonino's syndicated op/ed column